# Ahmed Abdul-Malik
Ahmed Abdul-Malik (Brooklyn (New York), 30 januari 1927 - Long Branch (New Jersey), 2 oktober 1993) was een Amerikaanse jazzcontrabassist en oedspeler.

## Biografie
Ofschoon deze veronderstelling bij een jazzmuzikant die midden van het voorbije millennium voor de hand lag, was Ahmed Abdul-Malik niet min of meer een bij toetreding tot de nation of Islam aangenomen naam. Hij kwam in 1927 als zoon van een Soedanese immigrant ter wereld in New York. De in oudere naslagwerken te vinden aanwijzing van zijn geboortenaam als Sam Gill berust volgens nieuwer onderzoek op een verwisseling. Hij groeide op in het Arabische stadsdeel van Brooklyn.
Als eerste instrument leerde hij op 8-jarige leeftijd de viool. Op dit instrument verzamelde hij ook al op heel jonge leeftijd zijn eerste professionele ervaringen als muzikant bij overwegend commerciële verbintenissen. Bij het oefenwerk met een jeugdorkest kreeg Abdul-Malik eerder toevallig de mogelijkheid om te wisselen naar de contrabas.
Als contrabassist stonden hem aanzienlijk meer beroepsmatige mogelijkheden ter beschikking, echter wel overwegend in de jazz en de populaire muziek, dit onder meer ook daardoor, omdat de belangrijke klassieke orkesten in de Verenigde Staten toentertijd naar aanleiding van de rassenscheiding voor zwarte muzikanten in de praktijk nog terughoudend waren.
Abdul-Malik werkte eerst (1945 tot 1948) in een vroege band van de drummer Art Blakey, met de tenorsaxofonist Don Byas en in verschillende ensembles van zijn jeugdvriend, de pianist Randy Weston. Omdat omstreeks 1950 de grenzen tussen jazz en rhythm-and-blues nog vloeiend waren, was het niet vreemd dat uit de samenwerking met Weston een verbintenis voortkwam bij Sam 'The Man' Taylor, een populaire tenorsaxofonist in het milieu van de r&b en de vroege rock-'n-roll.
Evenzo weinig was het in die tijd ongewoon, uit het kamp van de eerder commercieel georiënteerde Afro-Amerikaanse muziek in artistiek veeleisende bands te kunnen overstappen. Het bij Taylor gedemonstreerde ritmisch solide baswerk van Abdul-Malik was ook voor de als zeer abstract bekende pianist en componist Thelonious Monk attractief. In diens band speelde Abdul-Malik samen met de crème de la crème van de toenmalige avant-garde, waaronder met de saxofonisten John Coltrane en Johnny Griffin en met de drummer Roy Haynes. Met Monks trio was de bassist ook in de (tot heden verkrijgbaar als dvd) aflevering The Sound of Jazz te zien en te horen in het kader van de CBS-tv-show Seven Lively Arts.
De muzikaal meest consequente en creatief zelfstandige schepping van Abdul-Malik was de formatie van het ensemble Middle Eastern Music, dat in verschillende bezettingen van 1957 tot 1964 bestond. In dit pionierproject werden voor de eerste keer bewust stijlelementen van de jazz en Arabische muziek verenigd. Abdul-Malik speelde in deze band niet meer slechts uitsluitend bas, maar ook verschillende traditionele Arabische instrumenten, die hij had gestudeerd. Bovenal kan hij als de eerste belangrijke oedspeler worden gekenmerkt. Middle Eastern Music trok begin jaren 1960 een aanzienlijke media-interesse naar zich toe en werd meermaals op de Amerikaanse televisie voorgesteld. Toen Abdul-Maliks projecten ook tijdens de opkomst van de wereldmuziek-mode sinds midden jaren 1960 eerst iets in de vergetelheid geraakten, herinnerde men zich hem later weer, toen hem in 1984 de BMI Pioneer in Jazz Award werd verleend.
Abdul-Malik bleef ondanks het relatieve succes van zijn project tijdens de komende decennia overwegend actief als contrabassist, o.a. met totaal verschillende muzikanten zoals de uit Leipzig afkomstige pianiste Jutta Hipp, de fluitist Herbie Mann, de pianist Earl Hines en de avant-gardistische baritonsaxofonist Hamiet Bluiett.
Buiten de Verenigde Staten had Abdul-Malik betrekkelijk weinig, daarvoor echter tamelijk prestigieuze verbintenissen. Zo speelde hij tijdens een door het State Department georganiseerd tournee in 1961 in vele steden van Latijns-Amerika en in 1972 tijdens het internationaal jazzfestival in Tanger.
Sinds 1970 doceerde hij in het kader van een van rijkswege aangemoedigd muziekleerprogramma met verschillende snaarinstrumenten aan algemeen vormende scholen van zijn geboortestad New York. In 1973 kreeg hij een leeropdracht voor oosterse en Afrikaanse muziek aan het Brooklyn College.

## Discografie

### Als leader

#### Met Ahmed Abdul-Malik's Middle Eastern Music
- 1957: Jazz Sahara (o.a. met Johnny Griffin)
- 1959: East Meets West
- 1961/1962: Jazz Sounds of Africa
- 1963: Eastern Moods

#### Verder
- 1961: The Music of Ahmed Abdul-Malik
- 1964: Spellbound

### Als sideman

#### Met Randy Weston
- 1956: With These Hands
- 1956: Jazz à la Bohemia
- 1956: The Modern Art of Jazz
- 1973: Randy

#### Met Thelonious Monk
- 1957: Thelonious Monk Quartet with John Coltrane at Carnegie Hall
- 1958: Thelonious in Action
- 1958: Misterioso
- 1958: Thelonious Monk Quartet Live at the Five Spot: Discovery! (met John Coltrane en Roy Haynes)

#### Verder
- 1961: John Coltrane The Other Village Vanguard Tapes
- 1964: Earl Hines The Legendary Little Theatre Concert of 1964
- 1964: Earl Hines Fatha
- 1977: Hamiet Bluiett Orchestra, Duo and Septet